# محمد يزبك
محمد يزبك رجل دين لبناني. هو أحد مؤسسي حزب الله ويتولى حاليا رئاسة الهيئة الشرعية في حزب الله.

## النشأة والتعليم
يزبك ينحدر من عائلة مقرها في بوداي وهي بلدة تقع بالقرب من قضاء بعلبك في شمال لبنان. درس الدين في العراق.

## المسيرة المهنية
بعد الانتهاء من دراسته في العراق عاد يزبك إلى لبنان في عام 1980. ساهم بنشاط في إنشاء الحوزات والمؤسسات الدينية الشيعية في لبنان. عباس الموسوي وصبحي الطفيلي ويزبك الذين تعود أصولهم إلى سهل البقاع أسسوا حزب الله في عام 1982. أيد يزبك ثورة الطفيلي في عام 1987 ضد عدم المساواة في السلطة في حزب الله لصالح أولئك الذين ينحدرون من جنوب لبنان. ثم أصبح يزبك أحد كبار قادة حزب الله في سهل البقاع في عقد 1990.
يزبك هو ممثل المرشد الأعلى لإيران علي خامنئي في سهل البقاع. هو مسؤول عن توزيع المنح المالية التي خصصها مكتب خامنئي لحزب الله. بالإضافة إلى ذلك فإن يزبك هو الممثل الخاص للأمين العام لحزب الله حسن نصر الله وعضو المجلس الأعلى لحزب الله مجلس الشورى الحصري. في عام 2009 انتخب يزبك مرة أخرى لمجلس الشورى. يرأس أيضا المجلس الشرعي لحزب الله المعروف أيضا باسم اللجنة القانونية العليا.

### محاولة الاغتيال
في 9 ديسمبر 2005 نجا يزبك من محاولة اغتيال ولم يصب بأي أذى في بعلبك. لم يؤد انفجار القنبلة خارج منزله إلى وقوع إصابات.